# La Haute-Yamaska
La Haute-Yamaska (en francés AFI: [laotjamaska]) es un municipio regional de condado (MRC) de la provincia de Quebec en Canadá. Está ubicado en la región de Estrie. La sede y ciudad más grande del MRC es Granby.

## Geografía

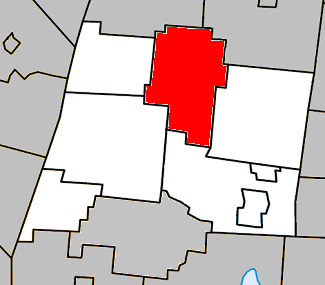
Localización de La Haute-Yamaska, en rojo Roxton Pond

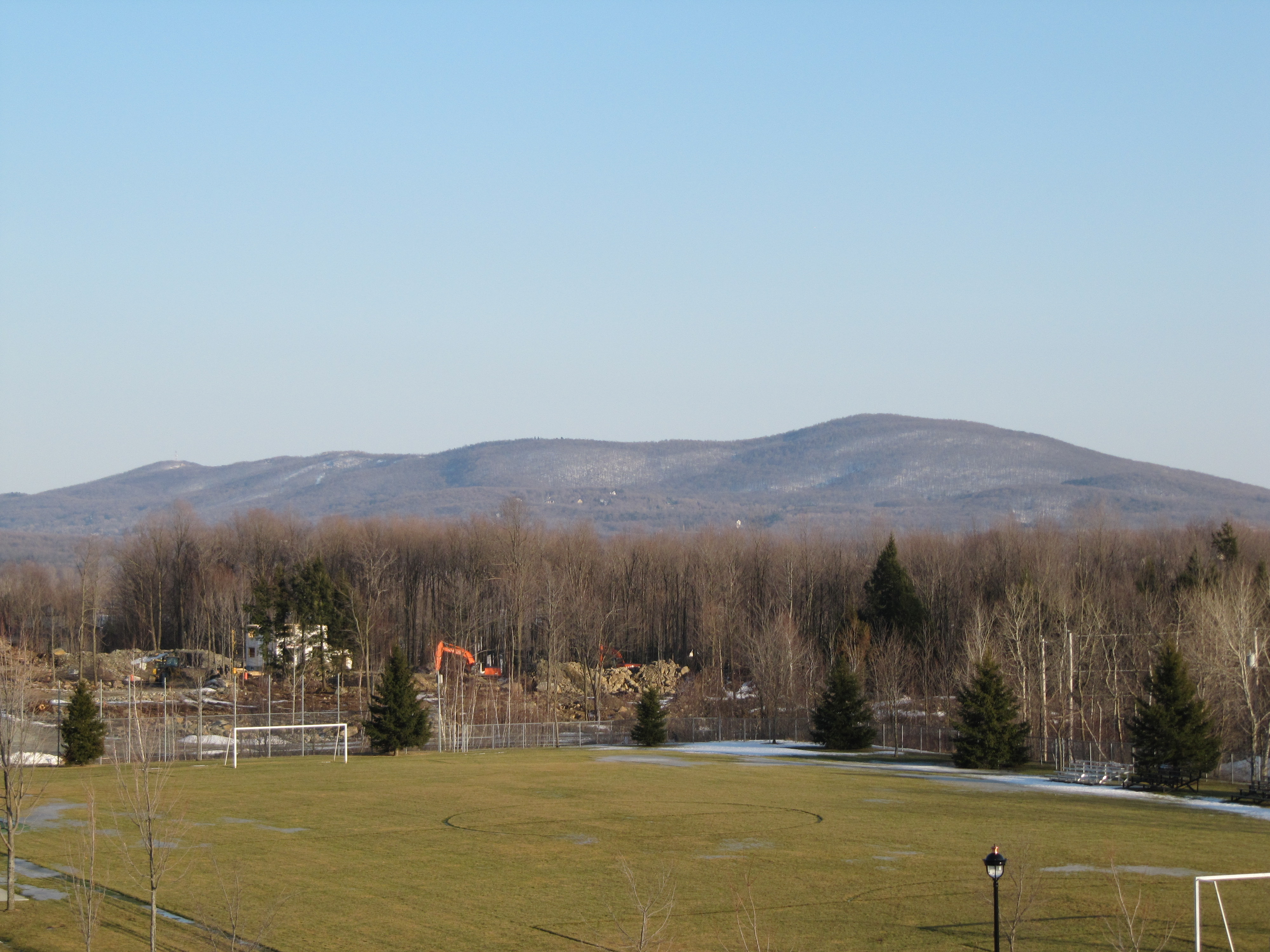
Monte Shefford

El MRC de La Haute-Yamaska está localizado en el encuentro de las bajas tierras de los Appalaches y del estabon de la Estrie. Los montes Brome y Shefford se erguien en una altura de 500 metros. El MRC se encuentra entre el MRC de Acton al norte, de Le Val-Saint-François y de Memphrémagog al este, de Brome-Missisquoi al sur y de Rouville al oeste.

## Historia

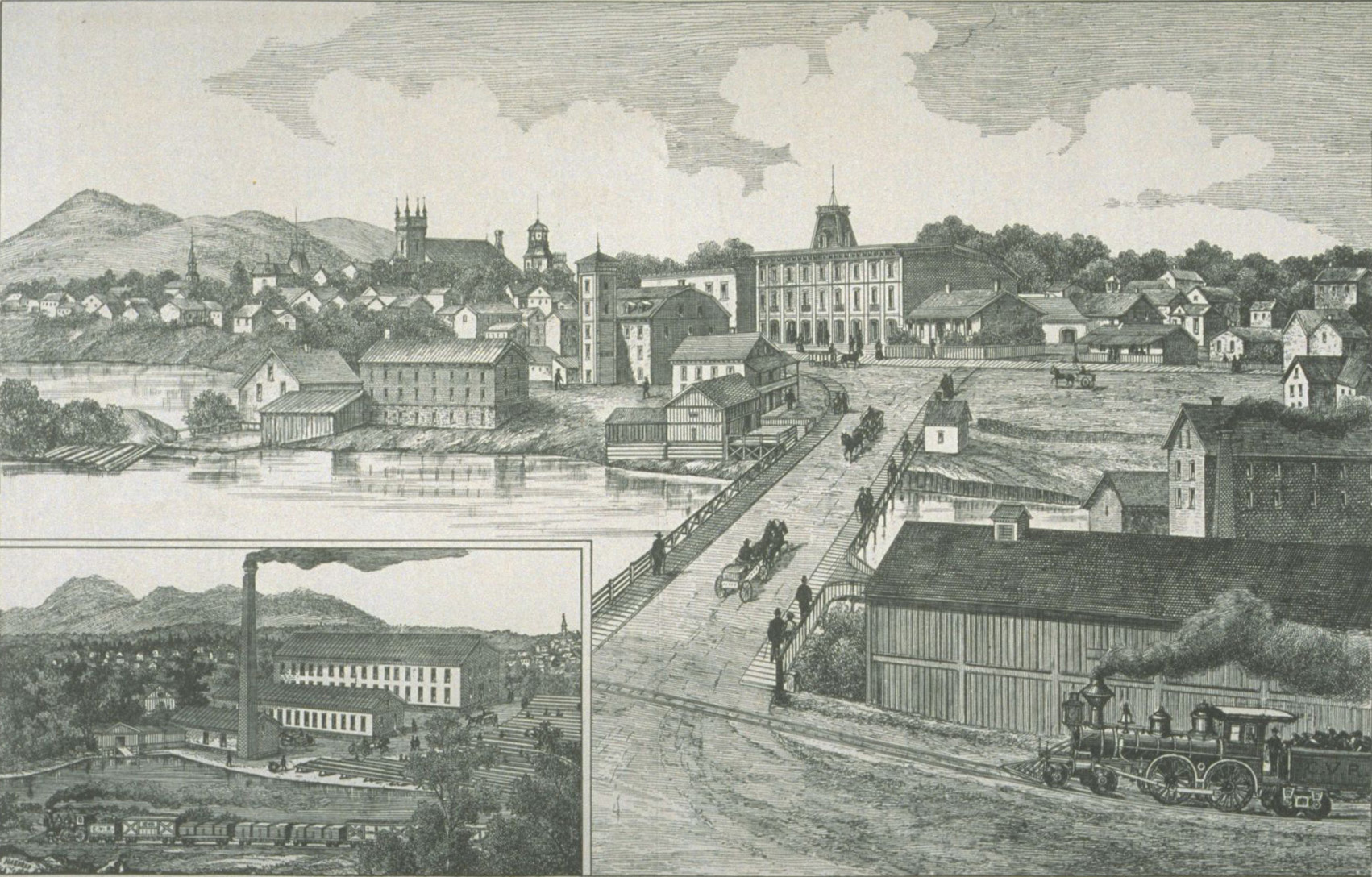
Granby hacia 1883

El MRC de La Haute-Yamaska fue creado el 3 de marzo de 1982 para suceder al antiguo condado de Shefford. El topónimo del MRC procede del nombre del río Yamaska. El nombre francés Yamaska proviene de amerindio iyamaskaw, que significa «hay mucho heno».

## Política
El MRC hace parte de las circunscripciones electorales de Granby, Johnson y Brome-Missisquoi a nivel provincial y de Shefford y de Brome-Missisquoi a nivel federal.

## Población
Según el Censo de Canadá de 2011, había 85 042 personas residiendo en este MRC con una densidad de población de 133,6 hab./km². El aumento de población fue de 7,2 % entre 2006 y 2011.

## Comunidades locales
Hay 8 municipios en La Haute-Yamaska.
| Código | Nombre                    | Tipo      | Fecha de constitución | Sup. total (km²) | Sup. agua (km²) | Sup. tierra (km²) | Población 2015 | Gentilicio (en francés) | Densidad (hab./km²) | DT  | Número de concejales | CEP                               | CEF      |
| ------ | ------------------------- | --------- | --------------------- | ---------------- | --------------- | ----------------- | -------------- | ----------------------- | ------------------- | --- | -------------------- | --------------------------------- | -------- |
| 47010  | Saint-Alphonse-de-Granby  | Municipio | 30.12.1890            | 50,01            | 0,3             | 49,69             | 3065           | Alphonsois, e*          | 61,7                | S   | 6                    | Brome-Missiquoi                   | Shefford |
| 47017  | Granby                    | Ciudad    | 01.01.2007            | 155,71           | 2,63            | 153,08            | 66 535         | Granbyen, ne*           | 434,6               | D   | 10                   | Granby                            | Shefford |
| 47025  | Waterloo                  | Ciudad    | 01.01.1867            | 13,31            | 1,32            | 11,99             | 4446           | Waterlois, e*           | 370,8               | D   | 6                    | Brome-Missisquoi                  | Shefford |
| 47030  | Warden                    | Pueblo    | 31.03.1916            | 5,56             | 0,00            | 5,56              | 368            | -                       | 66,2                | S   | 6                    | Brome-Missisquoi                  | Shefford |
| 47035  | Shefford                  | Cantón    | 01.07.1855            | 118,97           | 0,94            | 118,03            | 6666           | Sheffordois, e*         | 56,5                | S   | 6                    | Brome-Missisquoi                  | Shefford |
| 47040  | Saint-Joachim-de-Shefford | Municipio | 10.06.1884            | 128,93           | 1,94            | 126,99            | 1318           | Joachimien, ne*         | 10,4                | S   | 6                    | Johnson                           | Shefford |
| 47047  | Roxton Pond               | Municipio | 17.12.1997            | 103,13           | 5,15            | 97,98             | 3562           | Roxtonais, e*           | 36,4                | D   | 6                    | Johnson                           | Shefford |
| 47055  | Sainte-Cécile-de-Milton   | Municipio | 01.01.1864            | 73,10            | 0,42            | 72,68             | 2104           | Miltonnais, e*          | 28,9                | S   | 6                    | Johnson                           | Shefford |
| 470    | La Haute-Yamaska          | MRC       | 03.03.1982            | 648,72           | 12,72           | 636,00            | 88 064         | .                       | 138,5               | ... | ...                  | Brome-Missisquoi, Granby, Johnson | Shefford |

DT división territorial, D distritos, S sin división; CEP circunscripción electoral provincial, CEF circunscripción electoral federal; * Oficial, ⁰ No oficial